# Seven Lives Many Faces
Seven Lives Many Faces è il settimo album del gruppo Enigma, pubblicato il 19 settembre 2008.

## Disco
Il disco segna un ritorno come stile e tipo di musica agli Enigma del primo ciclo, ma con suoni ancora più innovativi. In molti brani, infatti, sono presenti battiti trance - underground molto potenti e immersivi; l'album contiene anche tracce con canti etnici provenienti da tutto il mondo, arrangiati dallo stesso Cretu, che ci fanno ricordare gli albori del gruppo.
Nel disco compaiono le voci dei figli gemelli di Michael Cretu, Nikita e Sebastian, e della cantante spagnola Margarita Roig.

## Tracce
Tutti i brani sono stati composti da Michael Cretu, eccetto La Puerta del Cielo e Between Generations che vedono la collaborazione di Margarita Roig e Distorted Love e Je t'aime Till My Dying Day con la collaborazione di Andru Donalds.
1. Encounters
2. Seven Lives (voce Nanuk, Andru Donalds)
3. Touchness (voce Ruth-Ann Boyle)
4. The Same Parents (voce Nikita e Sebastian Cretu, Andru Donalds, Nanuk)
5. Fata Morgana (voce Ruth-Ann Boyle)
6. Hell's Heaven
7. La Puerta del Cielo (voce Margarita Roig)
8. Distorted Love (voce Andru Donalds)
9. Je t'aime Till My Dying Day (voce Nanuk, Andru Donalds)
10. Déjà Vu
11. Between Generations (voce Margarita Roig)
12. The Language of Sound
13. Epilogue (Traccia presente solo nell'edizione giapponese)
14. Where Are We from (Traccia ottenibile solo con pre-ordine su iTunes)

### Disco extra
1. Superficial
2. We Are Nature (voce Margarita Roig, Ruth-Ann Boyle)
3. Downtown Silence
4. Sunrise
5. The Language of Sound (Slow edit)